# Championnat de France Nationale 1 de tennis de table 1986-1987
 (janvier 2024).
Si vous disposez d'ouvrages ou d'articles de référence ou si vous connaissez des sites web de qualité traitant du thème abordé ici, merci de compléter l'article en donnant les références utiles à sa vérifiabilité et en les liant à la section « Notes et références ».
Pour un article plus général, voir Championnat de France Pro A de tennis de table.
Navigation
Nationale 1 1985-1986 Nationale 1 1987-1988
| \| Levallois UTT AS Messine Paris VGA Saint-Maur US Kremlin Bicêtre \| Localisation des clubs engagés dans le championnat. |
| Levallois UTT AS Messine Paris VGA Saint-Maur US Kremlin Bicêtre                                                           |

Le Championnat de France de tennis de table 1986-1887 voit Trinité Sports conserver son titre de champion de France acquis l'année dernière. En revanche, le club échoue en demi-finale de la Coupe d'Europe Nancy-Evans.
La section féminine de l'US Kremlin Bicêtre remporte le championnat pour la première fois de son histoire. Il s'agit également du douzième titre de Champion de France au plus haut niveau après les onze sacres de l'équipe masculine (acquis entre 1967 et 1984).

## Championnat Féminin
- US Kremlin Bicêtre (promu)
- AC Boulogne-Billancourt
- AS Mulhouse
- Amiens STT
- ASPTT Lyon
- SLUC Nancy (promu)
- US Saint-Malo
- CAM Bordeaux

## Championnat Masculin
- Trinité Sports TT
- AS Messine Paris (relégué en fin de saison)
- VGA Saint-Maur
- Levallois UTT
- TT La Tronche (retrait en fin de saison)
- SLUC Nancy
- ES Reuilly (promu)
- 4S Tours TT